# Foldereids kommun
Foldereids kommun (norska: Foldereid kommune) var en kommun i Nord-Trøndelag fylke i Norge. Kommunen omfattade den östra delen av nuvarande Nærøysunds kommun samt den norra delen av nuvarande Høylandets kommun och gränsade till Nordland fylke i norr. Byn Foldereid utgjorde kommunens centralort.

## Administrativ historik
Foldereids kommun upprättades den 1 oktober 1886 genom utbrytning ur Kolvereids kommun. Kommunen hade 948 invånare vid upprättandet.
Den 1 januari 1964 upplöstes kommunen och delades. Huvuddelen (med 817 invånare) fördes, tillsammans med kommunerna Gravvik och Kolvereid, till Nærøy kommun (sedan den 1 januari 2020 en del av Nærøysunds kommun) medan den östligaste delen (Kongsmo krets med 221 invånare) fördes till Høylandets kommun. Kommunen hade vid delningen totalt 1 038 invånare.